# Acquasanta (San Marcello)
Acquasanta è una frazione della provincia di Ancona. Amministrativamente è parte del comune di San Marcello. Si tratta dell'unica frazione del comune.
Acquasanta è situata a 224 metri sul livello del mare. Rispetto al centro del comune dista circa cinque chilometri. Vi è una popolazione di cittadini residenti di 76 abitanti.
Nella località è presente una chiesa, la chiesa dell'Acquasanta, che risale approssimativamente alla prima metà del 1500, edificata probabilmente su un edificio preesistente. Una lapide all'interno riposta la data di edificazione nel 1524. I primi documenti ad attestarne l'esistenza sono del 1567. È la chiesa che più dista dal centro del comune, ed è gestita dalla diocesi di Jesi. La chiesa presenta una pianta regolare ad aula unica e abside quadrata. Alla destra della chiesa si trova l’edificio della canonica, di colore chiaro. Il nome trae origine da un piccolo pozzetto posto all'interno della chiesa, alle quali acque erano attribuite poteri curativi, e presso il quale i fedeli in cerca di grazia cercavano purificazione. Nel 1952 il pozzetto fu chiuso e reso visibile solo per mezzo di una copertura vetrata.
Sino al 2010 nell'area dell'Acquasanta è stato attivo un crossodromo con relativa pista da motocross, ma è stato successivamente dismesso.
La località è servita da un servizio di corriere gestito da Atma.